# 年齢計算ニ関スル法律
年齢計算ニ関スル法律（ねんれいけいさんにかんするほうりつ、明治35年12月2日法律第50号）は、年齢の計算方法に関する日本の法律で、民法に対する一般法である。この法律には題名が付されておらず、「年齢計算に関する法律」というのはいわゆる件名である。
1902年（明治35年）12月2日に公布され、同年12月22日に施行された。

## 内容
この法律は全3項（全54文字）という極めて簡素なものである。

## 解説

### 年齢の計算方法
年齢は暦に従って計算する（年齢計算ニ関スル法律第2項、民法143条準用（同条1項参照））。
ただ、即時起算の場合とは異なり、暦に従って計算する場合には出生の日の扱いが問題となる。
本来、民法に定める期間計算の原則によれば、通常、契約等がなされる初日は24時間に満たない半端な日となるため切り捨てる。つまり、民法では「日、週、月又は年によって期間を定めたときは、期間の初日は、算入しない」ものとし（初日不算入の原則）、「ただし、その期間が午前零時から始まるときは、この限りでない」とする（民法140条）。
これに対し、年齢計算ニ関スル法律は、年齢は出生の日から起算するものとし、初日不算入の例外を定めている（年齢計算ニ関スル法律第1項）。そして、その期間は起算日応当日の前日に満了する（年齢計算ニ関スル法律第2項、民法143条準用（同条2項参照））。
以上の条文から、年齢は生まれた日を0歳とし（0歳児は法律上、生後◯ヶ月と表現する。）、生まれた年の翌年以降、起算日に応当する日の前日が満了するたびに1歳ずつ加算する。つまり、加齢する時刻は誕生日前日が満了する「午後12時」（24時0分0秒）と解されている（「前日午後12時」と「当日午前0時」は時刻としては同じだが、属する日は異なることに注意）。
したがって、閏日である2月29日生まれの者は4年に1度しか加齢しないというわけではなく、毎年2月28日の午後12時に加齢することになる。
なお、この法律で廃止するとしている「明治6年第36号布告」とは「年齡計算方ヲ定ム」（明治6年太政官布告第36号）のことである。この布告では年齢の表示をそれまでの数え年から満年齢に変えることを規定しているが、年齢計算は従前のとおりに数え年を使うこととしていた。本法律で、旧暦に関する特例を廃して満年齢に一本化することとなったが、依然として年齢計算は数え年が使われ続けたため、1950年の「年齢のとなえ方に関する法律」により満年齢の使用が義務付けられることとなった。

### 退職制度に関する判例
「加齢する時刻は誕生日前日午後12時」であること、「日を単位とする場合は誕生日前日の初めから効力が発生していること」を明らかにした判例として「静岡県教育委員会事件（退職金支払請求事件）」が挙げられる。これは、勧奨退職の年齢が「60歳以下の者」と定められている場合において、1912年(明治45年)4月1日生まれの者が1973年(昭和48年)3月31日に退職した場合、勧奨退職の対象になるかどうかが争われたものである。昭和53年1月30日に東京高等裁判所で出された判決の中で「明治45年(1912年)4月1日生まれの者が満60歳に達するのは、右の出生日を起算日とし、60年目のこれに応当する日の前日の終了時点である昭和47年(1972年)3月31日午後12時であるところ（年齢計算に関する法律・民法第143条第2項）、日を単位とする計算の場合には、右単位の始点から終了点までを1日と考えるべきであるから、右終了時点を含む昭和47年(1972年)3月31日が右の者の満60歳に達する日と解することができる」と判断された。

### 質問主意書
民主党の平野博文は2002年（平成14年）7月25日、衆議院から日本国政府に対し「年齢の計算に関する質問主意書」を提出。この中で「満年齢の考え方について、国民の常識と法律上の取扱いとの間、さらには各法令相互の間において、齟齬や混乱が見られるように思う」と質問した。これに対し、日本国政府は同年9月18日、衆議院に対し答弁書を提出した。
この中で「年齢計算に関する法律は、ある者の年齢は、その者の誕生日の前日の午後12時に加算されるものとしているのであって、このことは、社会における常識と異なるものではないと考えている」、「各種の法令の年齢に関する要件に係る規定は、年齢計算に関する法律の規定を前提としつつ、それぞれの制度の趣旨、目的に照らして合理的な要件を定めているものであり、これらの規定が一般常識に反する等の御指摘は当たらないと考えており、年齢計算に関し、御指摘のような法令の抜本的改正は要しないと考えている」と答弁した。

## 本法の適用
年齢規定を持つ法令は多いが、その年齢は本法に基づいて計算している。各条文の表現により効力の開始が「誕生日前日からのもの」と「誕生日当日からのもの」があるが、その違いは単位である。日を単位とする場合、時刻の部分（午後12時）を切り捨てるため、その効力は誕生日前日の初め（午前0時）から発生している。一方、時刻を単位とする場合、その効力は誕生日前日の午後12時まで（すなわち誕生日を迎えるまで）発生しない。
単位を見分けるときは、「×歳に達した日」など「日」という文言が用いられている場合は日単位、「×歳以上」「×歳に満たない者」など「日」という文言が用いられていない場合は時刻単位と解されている。なお、法令によっては「×歳に達した日の翌日」という規定があるが、これは2月29日生まれの者以外は「×歳の誕生日」と同じ意味となる。
代表的な法令
- 「育児休業、介護休業等育児又は家族介護を行う労働者の福祉に関する法律 」9条の6第2項「（前略）当該育児休業に係る子の一歳到達日の翌日（注:1歳の誕生日）後（注:1歳の誕生日を含まない）である場合（後略）」

- 「少年院法」137条1項「少年院の長は、（中略）保護処分在院者が二十歳に達したとき（注:20歳の誕生日の前日24:00≒20歳の誕生日の当日00:00）は退院させるものとし、二十歳に達した日の翌日（注:20歳の誕生日）にその者を出院させなければならない。（後略）」

- 「学校教育法」17条1項「保護者は、子の満六歳に達した日の翌日（注：6歳の誕生日）以後(注:6歳の誕生日を含む)における最初の学年の初め（注：4月1日）から、満十二歳に達した日の属する学年の終わりまで、これを小学校、義務教育学校の前期課程又は特別支援学校の小学部に就学させる義務を負う。（後略）」[17]

## 例外
年齢計算については、上述のように、本法に基づき「加齢する時刻は誕生日前日午後12時」、「日を単位とする場合は誕生日前日の初めから効力発生」という運用が一般的となっているが、一部にこれとは異なる取扱いをする場合がある。以下に代表的な例を挙げる。

### 通説判例上の例外
法的拘束力を持つ確定判決やそれに基づく通説に基づき例外が適用されているもの。

#### 選挙権
確定判決：昭和54(行ケ)2 選挙無効請求事件（昭和54年11月22日大阪高等裁判所）
以下の選挙権に関する記述は、2015年（平成27年）6月17日に、選挙権年齢を20歳以上から18歳以上に引き下げる等18歳選挙権に関連する改正公職選挙法が成立し、2016年（平成28年）6月19日から施行されるより前のものである。
2016年（平成28年）6月19日以降については、年齢満20年を18年に読み替える必要がある。
選挙権を有するのは「年齢満20年以上の者」である（公職選挙法9条1項、2項）ところ、選挙管理委員会による運用によれば、選挙期日の翌日が20歳の誕生日である場合、その選挙への投票は可能である。例えば選挙期日が平成25年7月21日の場合、平成5年7月22日生まれの者も投票できる。前掲確定判決において、
- 被選挙権に関する公職選挙法10条2項において、年令は選挙の「期日」により算定すると規定されており、この被選挙権に関する規定は選挙権についても類推適用されると解すべきであること。
- 特例政令（「地方公共団体の議会の議員及び長の選挙期日等の臨時特例に関する法律施行令」（当時））3条によれば、「選挙人の年令については選挙の期日現在により」算定する旨定められていること。

以上の理由から、公職選挙法9条2項にいう「満20年以上」というのは「満20年に達した時」または「満20年を超えるとき」等と異なり、満20年に達する日が終了したことを要せず、満20年に達する日を含むと解すべきであること。
このほか、
- 公職選挙法9条2項の「年令満20年以上」とは、選挙権取得の始期を定めるものであり、「満20年に達した時」または「満20年を超えるとき」と異なり、満20年に達する日をもつて選挙権取得の始期と定めた趣旨であるとみられること。

という理由で、満20年に達する出生応当日の前日の午後12時を含む同日午前0時以降の全部が選挙権取得の日に当たるものと解されているからである。なお、不在者投票については、選挙期日現在で選挙権を有していればよいが、期日前投票については投票の当日に選挙権を有していなければ投票することができない（公職選挙法43条）。

### 運用上の例外
法的拘束力を持つ確定判決やそれに基づく通説以外の理由により例外が適用されているもの。なお、確定判決を経ずとも行政上の裁量範囲内とされる余地はある。

#### 後期高齢者医療被保険者
「高齢者の医療の確保に関する法律」（昭和57年法律第80号）では、第52条において「（略）後期高齢者医療の被保険者は、次の各号のいずれかに該当するに至った日（略）から、その資格を取得する。」とし、第1号で「（略）75歳に達したとき。」と規定している。「75歳に達したとき」は75歳の誕生日前日午後12時のため、「該当するに至った日」は本来75歳の誕生日前日となるところ、同法を所管する厚生労働省では、同法は「年齢計算ニ関スル法律」を適用しておらず、第52条でいう「該当するに至った日」とは、第1号の場合「75歳の誕生日当日」と解釈している。行政が特別法なしで法律を適用しないことが許されるのかどうかは別として、現実には各広域連合では同省のこの見解に基づき「75歳の誕生日当日」をもって被保険者資格を取得するという運用を行っている。

#### 定額給付金加算対象者
2009年に実施された定額給付金では、基準日（2009年2月1日）現在で65歳以上の者及び18歳以下の者には8,000円が加算された。この場合、1990年2月2日生まれの者は、2009年2月1日午後12時で19歳に達するため、基準日現在19歳であり、本来加算対象には含まれないところ、総務省は「基準日の大部分を18歳として過ごしている」との理由で、これも「18歳以下の者」に含めることとした。一方、基準日の大部分を64歳として過ごしている1944年2月2日生まれの者は、「65歳以上の者」に含めている。